# 강철종
강철종(姜喆鍾, 1918년~1974년 10월 30일)은 대한민국의 역사학자이다. 전북대학교 사학과 교수를 역임했고 1966년에는 제10대 문리과대학장을 역임했다.

## 생애 및 연구 분야
강철종은 함경남도 이원에서 태어나 보성중학교와 혜화전문학교를 졸업한 후, 남한으로 월남(越南)하여 전북대학교에서 사학과 교수로 재직했다. 조선시대 불교 중흥 운동과 그 사회적 함의에 대한 연구를 진행했다.

## 학력
- 보성중학교
- 혜화전문학교
- 전북대학교 대학원[3]

## 경력
- 원산상업 고등학교 교사
- 전북대학교 사학과 조교수
- 전북대학교 사학과 부교수
- 전북대학교 사학과 교수
- 전북대학교 사학과 학과장
- 전북대학교 박물관 관장
- 전북대학교 문리과대학 학생과장
- 전북대학교 제10대 문리과대학장[4]

## 주요 저서

### 국립중앙도서관에 보관된 단행본
- 《동양사화》 1962년, 동서출판사
- 《동양사화》 1970년, 동서출판사
- 《세계문화사개설》 1974년, 유병기와 공저, 학우사
- 《최신 세계문화사》 1975년, 유병기와 공저, 학우사
- 《(설화)세계역사전집》 1977년, 1 - 5권, 서한사[5]

### 국회도서관에 보관된 단행본
- 《동양사화》 1962년, 동서출판사
- 《세계문화사개설》 1963년, 이외윤과 공저, 조암문화사
- 《세계문화사개설》 1974년, 유병기와 공저, 학우사
- 《최신 세계문화사》 1975년, 유병기와 공저, 학우사[6]

### 기타 저작물
- 《세계문화사개설》 1964년, 조암출판사
- 《동양사화》 1966년, 탐구당
- 《세계사화 전집》 1970년, 동서문화사
- 《이원군지》 1973년, 함경남도 이원지역의 역사와 문화 단독 편찬
- 《세계문화사개설》 1974년, 학우사
- 《세계사화 전집》 1975년, 보경출판사
- 《세계의 역사 2, 동양편》 1975년, 보경출판사
- 《이야기 세계역사 전집 1 - 5》 1977년, 서한사
- 《세계사화 전집》 1977년, 서한사
- 《이야기 세계역사 전집: 동양편》 1977년, 서한사
- 《김귀달 컬럼집: 민족, 사관》 1984년, 일신사[7]

### 논문
- 《이조불교중흥운동과 그 성격》 1958년, 조선시대 불교 중흥 운동과 그 사회적 함의에 대한 연구
- 《이조의 명분사상고》 1974년
- 《마운령 진흥왕순수비의 발견경위에 관한 일고찰》 1979년, 유고 논문[8]

## 저작물 보관

강철종의 주요 저작물은 국립중앙도서관(國立中央圖書館, National Library of Korea)과 대한민국 국회도서관(國會圖書館)에 보관되어 있다.
- ISNI: 0000 0004 7702 7068
- VIAF: 57160483609004990431

## 문단 활동
- 전북일보에 500여 회 연재물을 기고했고 동양사와 세계문화사에 관한 단행본을 출판했다.[11]

## 서훈
- 1972년: 대한민국 내무부장관 감사장 수상
- 1963년: 대한민국의 내각수반 표창장[12]

## 가족 관계
- 부친: 강면하(姜喆鍾)
  - 배우자: 박연희
    - 장남: 강태욱
      - 배우자: 박정순
        - 손자: 강윤식
          - 배우자: 윤아름

        - 손녀: 강윤영

    - 차남: 강태준
    - 딸: 강태이
    - 딸: 강태연[13]

## 같이 보기
- 이어령 - 강철종의 친척

## 참고 문헌
1. ↑  “訃音”. 동아일보. 1974년 11월 1일. 2024년 3월 21일에 확인함.
2. ↑  “강철종 - 호남기록문화유산”. 호남기록문화유산. [깨진 링크(과거 내용 찾기)]
3. ↑  “강철종 저작물 보관 정보”. 국회전자도서관. [깨진 링크(과거 내용 찾기)]
4. ↑  전북대학교 인문대학 - 전북대학교 제10대 문리과대학장에 대한 정보.
5. ↑  “강철종 저작물 보관 정보”. 국회전자도서관.
6. ↑  “강철종 저서”. 2024년 4월 1일에 확인함.
7. ↑  “강철종 저서”. 2024년 4월 1일에 확인함.
8. ↑  “강철종 저서”. 2024년 4월 1일에 확인함.
9. ↑  “강철종 저작물 보관 정보”. 문화체육관광부 국립중앙도서관.
10. ↑  “강철종 저작물 보관 정보”. 국회전자도서관.
11. ↑  “강철종 - 호남기록문화유산”. 호남기록문화유산. [깨진 링크(과거 내용 찾기)]
12. ↑  “강철종 - 호남기록문화유산”. 호남기록문화유산. [깨진 링크(과거 내용 찾기)]
13. ↑  “강철종 저작물 보관 정보”. 국회전자도서관. [깨진 링크(과거 내용 찾기)]